# Athurugau
Athurugau (ou Athurugaa) est une petite île inhabitée des Maldives. Son nom signifie « pierres en désordre ». C'est une des nombreuses îles-hôtel des Maldives, dont elle accueille depuis 1990 le Athurugau Island Resort.

## Géographie
Athurugau est située dans le centre des Maldives, au Centre de l'atoll Ari, dans la subdivision de Alif Dhaal. 